# Cattleya bicolor
Cattleya bicolor là một loài lan.